# Говедже Полє
45°31′ пн. ш. 17°05′ сх. д. / 45.51° пн. ш. 17.08° сх. д.
Говедже Полє (хорв. Goveđe Polje) — населений пункт у Хорватії, у Б'єловарсько-Білогорській жупанії у складі громади Дежановаць.

## Населення
Населення за даними перепису 2011 року становило 100 осіб.
Динаміка чисельності населення поселення: